# アンドレ・ハーン
アンドレ・ハーン（André Hahn, 1990年8月13日 - ）は、西ドイツ・オッテルンドルフ出身のサッカー選手。ポジションはミッドフィールダー。

## 経歴
2008年にハンブルガーSVのリザーブチームに加入しキャリアをスタートする。2年後の2010年にFCオーバーノイラントと契約するとすぐさま頭角を現し、2010-11シーズンの前半戦で15試合8得点の活躍を見せ、3部のTuSコブレンツへ移籍する。ロート・ヴァイス・アーレン戦でデビューすると、11位で終わったチームの中でその後も15試合に出場する。しかしコブレンツは財政難のため3部リーグからの撤退を表明し、退団を余儀なくされ、キッカーズ・オッフェンバッハに移籍する。オッフェンバッハで42試合に出場し評価を高めると、2013年1月にブンデスリーガ1部のFCアウクスブルクに移籍する。すぐさまレギュラーを獲得し、後半戦17試合のうち12試合に先発出場し、チームを残留に導いた。
翌2013-14シーズンは前半戦だけで6得点を挙げ、前半戦で最もインパクトを残した選手の一人として評価される。
2014年3月30日、翌シーズンからボルシア・メンヒェングラートバッハに移籍することが決定した。

## 代表
ユース年代での招集歴はないが、2013-14シーズンでの目覚ましい活躍が評価され、2014年3月5日のチリ代表との国際親善試合に招集された。なおこの試合は出場機会はなかった。
2014年5月13日に行われたポーランド代表との親善試合でA代表初出場を果たした。